# Viktor Yefteni
Viktor Yefteni –en ucraniano, Віктор Єфтені– (2 de febrero de 1973) es un deportista ucraniano que compitió en lucha libre. Ganó cuatro medallas en el Campeonato Europeo de Lucha entre los años 1993 y 1996.

## Palmarés internacional
| Campeonato Europeo | Campeonato Europeo  | Campeonato Europeo | Campeonato Europeo |
| Año                | Lugar               | Medalla            | Categoría          |
| ------------------ | ------------------- | ------------------ | ------------------ |
| 1993               | Estambul (Turquía)  | Medalla de bronce  | 48 kg              |
| 1994               | Roma (Italia)       | Medalla de bronce  | 48 kg              |
| 1995               | Friburgo (Alemania) | Medalla de bronce  | 48 kg              |
| 1996               | Budapest (Hungría)  | Medalla de oro     | 48 kg              |